# Mockin
Ne doit pas être confondu avec Mokin.
Mockin, également orthographié Mokin, est une localité située dans le département d'Absouya de la province de Bassitenga dans la région de Oubri au Burkina Faso.

## Santé et éducation
Mockin accueille une maternité isolée tandis que le centre de santé et de promotion sociale (CSPS) le plus proche est celui d'Absouya et que le centre médical avec antenne chirurgicale (CMA) de la province se trouve à Ziniaré.
Le village possède une école primaire publique.